# Południk niebieski
Południk niebieski, południk lokalny – okrąg wielki na sferze niebieskiej przechodzący przez bieguny niebieskie i zenit. Południk niebieski jest miejscem, w którym odbywają się kulminacje (górowania lub dołowania) ciał niebieskich.
Wbrew przyzwyczajeniom językowym, wywodzącym się z używania podobnego terminu w geografii, nazwa południk jest na sferze niebieskiej zastrzeżona tylko do tego jednego okręgu wielkiego (lub jego połowy). Wszelkie inne okręgi wielkie na sferze niebieskiej, które na sferze spełniają analogiczną rolę jak południki ziemskie, noszą inne miana – i tak mówimy o rodzinie kół wertykalnych, kół godzinnych lub czasowych, o kołach długości.
Pojęcie południka niebieskiego jest pierwotne względem pojęcia południka geograficznego, który jest jego rzutem na powierzchnię Ziemi.